# Edelsbach bei Feldbach
Edelsbach bei Feldbach – gmina w Austrii, w kraju związkowym Styria, w powiecie Südoststeiermark. Według Austriackiego Urzędu Statystycznego liczyła 1363 mieszkańców (1 stycznia 2015).